# Алан Гендерсон
Алан Лайбрукс Гендерсон (англ. Alan Lybrooks Henderson; нар. 2 грудня 1972, Моргантаун, Західна Вірджинія, США) — американський професійний баскетболіст, що грав на позиціях легкого форварда, важкого форварда і центрового за декілька команд НБА. Гравець національної збірної США.

## Ігрова кар'єра
На університетському рівні грав за команду Індіана (1991—1995).
1995 року був обраний у першому раунді драфту НБА під загальним 16-м номером командою «Атланта Гокс». Професійну кар'єру розпочав 1995 року виступами за тих же «Атланта Гокс», захищав кольори команди з Атланти протягом наступних 9 сезонів. В сезоні 1997—1998 отримав нагороду Найбільш прогресуючому гравцю НБА.
З 2004 по 2005 рік грав у складі «Даллас Маверікс».
2005 року перейшов до «Клівленд Кавальєрс», у складі якої провів наступний сезон своєї кар'єри.
У вересні 2006 року підписав контракт з «Філадельфія Севенті-Сіксерс».
22 лютого 2007 року був обміняний до «Юта Джаз», але 2 березня був відрахований з команди. В квітні підписав нову угоду з «Філадельфією» та відіграв у її складі залишок сезону.